# Mecz piłkarski Salwador – Honduras (1969)
15 czerwca 1969 roku piłkarskie reprezentacje Salwadoru i Hondurasu rozegrały ze sobą mecz w ramach eliminacji do Mistrzostw Świata w Piłce Nożnej 1970. Mecz ten przeszedł do historii jako jedna z przyczyn wybuchu wojny futbolowej.
Tydzień wcześniej reprezentacje te rozegrały między sobą mecz w Tegucigalpie, w którym to reprezentacja Hondurasu wygrała 1−0. Przed meczem w San Salvadorze piłkarzy przewieziono w wozach pancernych, a wokół boiska znajdowały się kordony żołnierzy z pułku Guardia Nacional. Hotel, w którym znajdowali się piłkarze Hondurasu, został zdemolowany przez kibiców. W czasie odgrywania hymnu Hondurasu stadion wył i gwizdał, a zamiast flagi tego państwa na maszt wciągnięto brudną i podartą ścierkę. W meczu reprezentacja Salwadoru zwyciężyła 3−0 (dwa gole strzelił Juan Ramón Martínez, a jednego Elmer Acevedo). Po meczu wybuchły zamieszki między kibicami reprezentacji Salwadoru i Hondurasu, na skutek których zginęły dwie osoby. Po tych wydarzeniach w Salwadorze miały miejsce masowe demonstracje przeciwko Hondurasowi. Potem Salwador i Honduras zerwały ze sobą stosunki dyplomatyczne, a kilka godzin później granica między nimi została zamknięta, co stanowiło początek wojny futbolowej.

## Statystyki
| 15 czerwca 1969 | · Salwador · Juan Ramón Martínez 27' (k.), 41' · Elmer Acevedo 30' | 3 : 0(3:0) | Honduras | Estadío Flor Blanca, San Salvador Widzów: 36 470 Sędzia: Walter van Rosberg |
|                 |                                                                    |            |          |                                                                             |

: Salwador: Gualberto Fernández – Roberto Rivas, Mauricio Manzano (Ninon Osorio), Jorge Vásquez, Salvador Mariona, Salvador Cabezas, José Quintanilla, Mauricio Alonso Rodríguez, Juan Ramón Martínez, Mario Monge, Elmer Acevedo
Trener: Gregorio Bundio
: Honduras: Jaime Varela Avila – Miguel Angel Matamoros Morales, Rafael Dick Worrier, José Fernando Bulnes Zelaya, Leonard Wells Myveth, Marco Antonio Mendoza Abate, Tomas Marshall, Jorge Elvir Urquia, José Cardona, Rigoberto Gómez Murillo, Jorge Alberto Bran Guevara
Trener: Mario Griffin